# Otto Eberhard Heuser
Otto Eberhard Heuser (* 6. Oktober 1896 in Barmen, heute Wuppertal; † 11. November 1965 in Unterpfaffenhofen, heute Germering-Unterpfaffenhofen) war ein deutscher Agrarökonom. In den 1930er Jahren amtierte Heuser zeitweise als Rektor der TH Danzig und als Prorektor der TU München. Nach 1945 war Heuser Direktor (ab 1950) des Instituts für landwirtschaftliche Betriebslehre der Bundesforschungsanstalt für Landwirtschaft (FAL) sowie Präsident der FAL (1954–1956) in Braunschweig-Völkenrode.

## Leben und Wirken
Heuser promovierte 1920 an der Ludwigs-Universität in Gießen, der heutigen Justus-Liebig-Universität, mit einer Arbeit über Die neuzeitlichen Betriebverhältnisse im Kreise Mettmann. Ab 1921 fungierte er als Berater und Versuchsleiter des Landwirts und Gutsbesitzers Arthur Schurig (1869–1932) im brandenburgischen Markee bei Nauen. Dieser initiierte ein landwirtschaftliches Feldexperiment zur Verwertung von Hausmüll zum Zwecke der Melioration/Kultivierung von nährstoffarmen Flächen bzw. Düngung von Nutzpflanzen, insbesondere Hanf. Die dort gesammelten Erkenntnisse publizierte Heuser in seinen frühen Werken. Parallel habilitierte er 1923 an der Landwirtschaftlichen Hochschule Berlin.
Nach einer einjährigen Vertretungsprofessur an der Universität Halle erhielt Heuser 1925 den neu eingerichteten Lehrstuhl für Landwirtschaft an der Technischen Hochschule Danzig. Der spätere Göttinger Agrarökonom Emil Woermann war bis 1929 Heusers Assistent in Danzig. In den Jahren 1932 bis 1934 amtierte Heuser an der TH Danzig als Rektor.
Zum 1. Mai 1933 trat er der NSDAP bei (Mitgliedsnummer 2.234.101).  Noch im Jahr 1934 erhielt Heuser einen Ruf an die TU München. Heuser übernahm dort den Lehrstuhl für Agrarpolitik (siehe auch Konrad Meyer, der 'Agrarpolitik' an den Hochschulen etablierte). Heuser blieb bis 1945 in München. Unter dem Rektor Albert Wolfgang Schmidt war er Prorektor der TU München.
Heuser lieferte Beiträge zur Landesplanung und zur nationalsozialistischen Raumforschung. Ab 1938 führte er zahlreiche, durch die Deutsche Forschungsgemeinschaft und die Reichsarbeitsgemeinschaft für Raumforschung (RAG) geförderte Untersuchungen über ‚Landflucht‘, Agrarpolitik und landwirtschaftliche Betriebslehre durch. Heuser beteiligte sich am Atlas „Bayerische Ostmark“ der RAG (siehe Martin Kornrumpf). Er leitete stellvertretend die Hochschularbeitsgemeinschaft für Raumforschung an der TH München. In den Kriegsjahren befasste sich Otto E. Heuser im Rahmen der nationalsozialistischen Raumforschung mit Aussiedlungsplanungen für die „eingegliederten Ostgebiete“. 1944 bewilligte Konrad Meyer, zu diesem Zeitpunkt Leiter der Hauptabteilung Planung und Boden im Reichskommissariat für die Festigung deutschen Volkstums (RKF), Heuser Forschungsgelder, die aus dem Globaletat der Deutschen Forschungsgemeinschaft für das RKF stammten ("Untersuchungen über landwirtschaftliche Steuerfragen").

## Politikberatung nach 1945
Nachdem er 1945 aus dem Hochschuldienst entlassen worden war, übernahm Heuser weiterhin politikberatende Funktionen. Von 1950 bis 1964 war Heuser Mitglied des wissenschaftlichen Beirats für Agrarpolitik beim Bundesministerium für Ernährung, Landwirtschaft und Forsten.
Heuser zählte zur ersten Generation der Mitglieder der Akademie für Raumforschung und Landesplanung (ARL, 1953), dort leitete er den Facharbeitskreis Regionale Fragen der Agrarwirtschaft. Heuser war Mitglied des Fachausschusses Raum und Landwirtschaft der ARL (mit Emil Woermann u. a.).

## Schriften (Auswahl)
- Die neuzeitlichen Betriebsverhältnisse im Kreise Mettmann, Ketzin (Havel): Hiller Verlag 1923 (Diss.)
- Der deutsche Hanf: neuere Beobachtungen und Versuchsergebnisse auf dem Gebiete des Hanfbaues, 1924
- Entwicklung und natürliche Begrenzung der landwirtschaftlichen Betriebsform. Festrede gehalten bei der Übernahme des Rektorats am 1. Juli 1932 von Professor Dr. Otto E. Heuser. Technische Hochschule Danzig. Danzig 1932: Sauer Verlag.
- Siedlerreserven für den Ostraum in Bayern. In: Raumforschung und Raumordnung 4, 1940, S. 247–248.
- Leitfaden der Ackerbaulehre. Berlin 1950 und folgende.
- Zu Paul Hesse: Grundprobleme der Agrarverfassung. In: Raumforschung und Raumordnung 1950, Heft 3, S. 163–164.
- Aereboe, Friedrich. In: Neue Deutsche Biographie. Band 1. Verlag Duncker & Humblot Berlin 1953, S. 91–92.
- Ansprache des Präsidenten O.E. Heuser anlässlich der Präsidentschaftsübergabe am 15. Mai 1956. Hrsg.: FAL Braunschweig 1956, S. 1–13.
- Neuordnung des westdeutschen Agrarraumes. In: ARL (Hrsg.): Forschungsausschuss Raum und Landwirtschaft. Bremen 1958, S. 1–20.
- Arbeitsproduktivität unter dem Aspekt volkswirtschaftlicher Arbeitsteilung. In: Berichte über Landwirtschaft Bd. 37 (1959), 3, S. 481–500.
- Die Kalkulation in der Landwirtschaft, München, Bonn, Wien 1960: Bayerischer Landwirtschaftsverlag.